# 维托夫
维托夫是德国下萨克森州的一个市镇。总面积12.02平方公里，总人口1451人，其中男性733人，女性718人（2011年12月31日），人口密度121人/平方公里。